# ألبرت ساسون
السير ألبرت عبد الله داود ساسون (25 تموز 1818 – 24 تشرين الأول 1896) هو رجل أعمال وفاعل خير يهودي بريطاني عراقي.